# Gymnopilus tomentulosus
Gymnopilus tomentulosus là một loài nấm thuộc họ Cortinariaceae.